# ロゼッチ谷

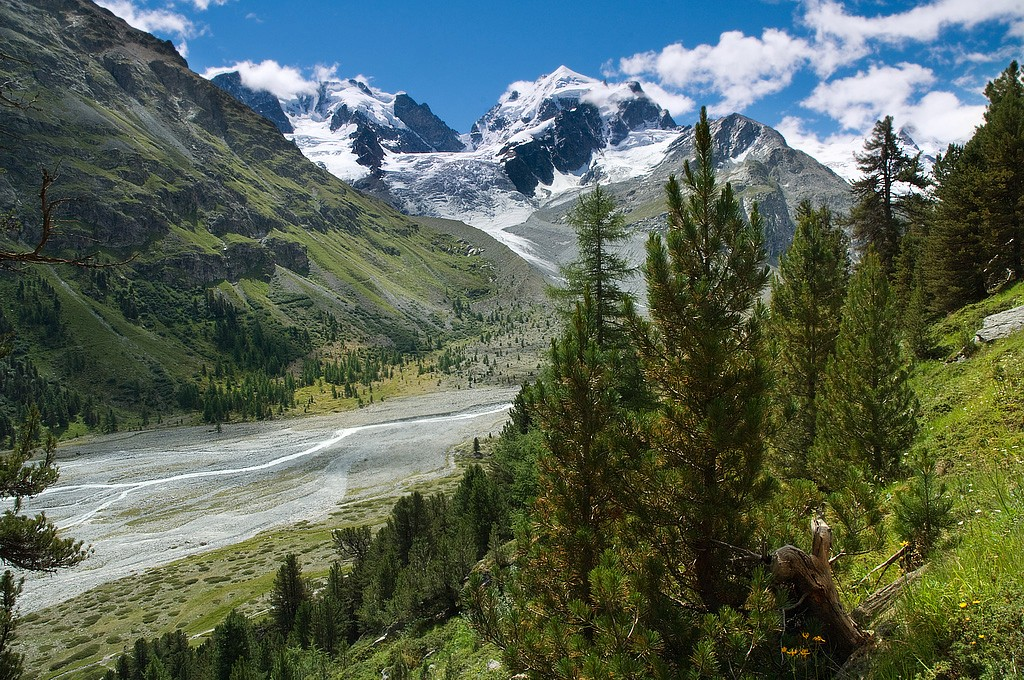
ロゼッチ山とロゼッチ谷

ロゼッチ谷（ドイツ語：Val Roseg）は、スイス東南部、グラウビュンデン州、オーバーエンガディン地方の谷で、ベルニナ山（4049m）、ロゼッチ山（3937m）など、ベルニナ山系の高峰に囲まれている。
ドイツ語表記の発音ではロゼック谷と呼ばれる。行政上は、谷の大半はサメーダン、谷の一部となる入り口付近はポントレジーナの基礎自治体に属する。
谷は車の乗り入れが禁止されており、ポントレジーナから馬車または徒歩で谷に入ることができる。谷を流れる川沿いに馬車道とハイキングコースが整備されており、谷奥にホテル・レストラン、ロゼック・グレッチャーがある。ホテル・レストランからロゼッチ（ロゼック）山やロゼッチ氷河をはじめとするベルニナ山系の山岳景観を望むことができる。
谷の最奥付近にはスイス山岳会保有の山小屋、Coaz-Hütte SACとTschierva-Hütte SACがある。冬期はクロスカントリースキーとウィンターハイキングのコースが整備されている。